# Ферхар II
Ферхар II (Ферхар Длинный или Ферхар мак Фередайг; гэльск. Ferchar Fota, Ferchar mac Feredaig; умер в 697) — король гэльского королевства Дал Риада с 676 по 697 год.

## Биография
Ферхар II происходил из клана Кенел Лоарн, потомков короля Лоарна. Его отца звали Фередах, а деда Фергюс. В «Песне скоттов» сообщается, что Ферхар правил Дал Риадой 21 год. Вероятно, отсчёт вёлся с момента начала его правления Кенел Лоарн.
Ферхар II долгие годы оспаривал власть над Дал Риадой у королей Маэлдуйна мак Коннала и Домналла II из Кенел Габран. В «Анналах Тигернаха» сообщается о победе Ферхара II над бриттами Альт Клуита в битве на Тайри в 678 году. После того как в 689 и 696 году скончались оба его соперника, Ферхар сумел сосредоточить в своих руках власть над всей Дал Риадой.
В 697 году Ферхар II умер и королём Дал Риады стал Эохайд II. Сыновья Ферхара, Эйнбкеллах и Селбах, впоследствии также занимали престол Дал Риады.